# Azione Rivoluzionaria Messicana

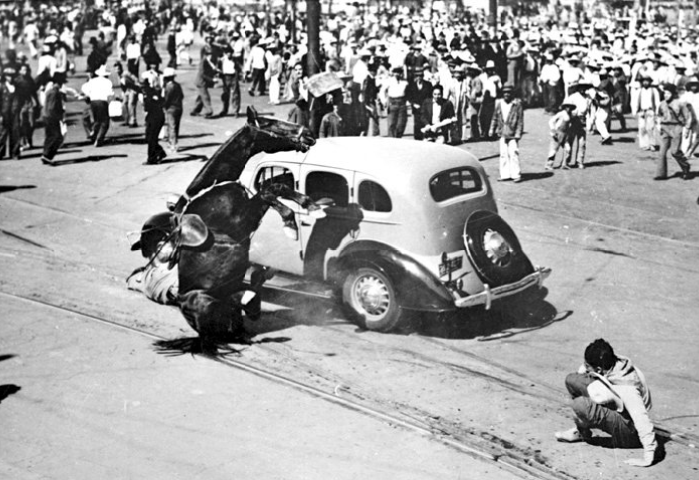
Manifestazione tra camicie rosse e camicie d'oro

L'Azione Rivoluzionaria Messicana (in spagnolo Acción Revolucionaria Mexicanista), meglio conosciuta come Camicie d'Oro (Camisas Doradas), era un'organizzazione paramilitare messicana fascista, antisemita, anticinese, anticomunista e ultranazionalista, originaria del Il 10 marzo 1934 a Città del Messico e operò fino allo scioglimento nel 1936. Con radici ultranazionaliste e crumire e il sostegno della Germania nazista, l'organizzazione cercò di espellere cinesi, ebrei e comunisti dal Messico. L'organizzazione si è spesso impegnata violentemente con i movimenti sindacali associati al Partito Comunista Messicano e con gli scioperanti.
I suoi membri erano conosciuti come le Camicie d'Oro perché la maggior parte di loro erano soldati veterani di Pancho Villa, che si riferivano ai suoi soldati in quel modo a causa dell'uniforme che indossavano. Il termine non è mai stato utilizzato dall'organizzazione stessa, poiché era un soprannome utilizzato sia dai sostenitori che dai detrattori dell'ARM. Tuttavia, usarono il termine Los Dorados nella propaganda e nei documenti ufficiali.
Nicolás Rodríguez Carrasco, generale di brigata sotto Pancho Villa negli anni '10 durante la rivoluzione messicana, guidò il gruppo durante il suo periodo più attivo. Molti membri fondatori dei paramilitari erano stati anche veterani della rivoluzione messicana del 1910-1920. I membri erano conosciuti come "le camicie d'oro", un nome che ricorda i soldati d'élite di Villa che lui chiamava "los dorados" (quelli d'oro)
Operando sotto il motto "Il Messico per i messicani", l'organizzazione ha chiesto l'espulsione di ebrei e cinesi dal Messico. Le Camicie d'Oro sostenevano il sequestro delle imprese di proprietà cinese ed ebraica. Inoltre si opposero ferocemente ai movimenti operai e spesso si scontrarono con i membri del Partito Comunista Messicano. Il gruppo è stato molto attivo nella lotta ai sindacati, con le Gold Shirts che hanno istigato violenti scontri con gli scioperanti.

## Storia
Il gruppo fu fondato dal generale Nicolás Rodríguez Carrasco nel 1933 con il titolo ufficiale di Acción Revolucionaria Mexicana. Carrasco, che era stato un sostenitore di Pancho Villa fino a che egli abbandonò la lotta nel 1918, diede il nome al gruppo in memoria dei "dorados", gruppo di soldati d'élite di Pancho Villa. Le camicie dorate furono contrarie alle riforme del presidente Lázaro Cárdenas e furono protetti dall'ex presidente Plutarco Elías Calles, che era diventato un nemico di Cárdenas. Le camicie dorate si scontrarono spesso violentemente con i sostenitori del Partito Comunista Messicano e le Camicie rosse e chiedevano l'espulsione immediata di tutti gli ebrei e cinesi dal Messico. Le dorados copiarono il loro stile dalla Milizia Volontaria per la Sicurezza Nazionale e dalle Sturmabteilung, copiando l'anticomunismo e autoritarismo dal precedente e l'antisemitismo da quest'ultimo, che mancava nella ideologia fascista, essendo essenzialmente controrivoluzionario e reazionario, e come tale è stato adattato dai vari stati del mondo.
Calles fu poi esiliato da Cárdenas nel 1936 e il gruppo perse il suo capo. Pochi mesi dopo Rodríguez fu arrestato e deportato in Texas, da dove continuò a guidare il gruppo fino alla sua morte nel 1940. Dopo la dichiarazione di guerra alle Potenze dell'Asse nel 1942, le camicie dorate furono messe al bando.